# Haasts Bluff
Haasts Bluff ist eine Siedlung der Luritja- und Pintupi-Aborigines, die heute von ihnen Ikuntji genannt wird. Sie liegt etwa 230 Kilometer westlich von Alice Springs im Northern Territory in den MacDonnell Ranges.

## Geschichte
1872 kam Ernest Giles in diese Region und benannte sie nach dem Geologen Julius von Haast. 1905 gab es dort eine Rinderfarm und 1941 wurde diese Siedlung ein Aborigines-Reservat.

## Künstlerkolonie
Als die Australier Ende der 1950er Jahre die Aborigines assimilieren wollten, wurden Aborigines des Kulturraums der Western Dessert nach Papunya deportiert. Unterschiedlichste Stämme wurden an diesem Ort zusammengeführt. Dadurch gab es Probleme im Zusammenleben, die in den frühen 1970er Jahren dazu führten, dass viele Aborigines in ihr angestammtes Land zurückkehrten. Die Pintupi und die Luritja gingen nach Haasts Bluff. Dort gründete sich 1991 das Ikuntji Women's Centre, eine von Aborigine-Frauen geführte Künstlerkolonie, in der derzeit fünfzehn Künstlerinnen arbeiten. Zu den bedeutendsten Künstlern aus Haasts Bluff gehören Marlee Naparrula, Narputta Nangala, Daisy Napaltjarri Jugadai, Alice Nampitjinpa, Eunice Napanangka Jack, Mitjili Naparrula und Long Tom Tjapanangka.